# ふるさと銀河線りくべつ鉄道

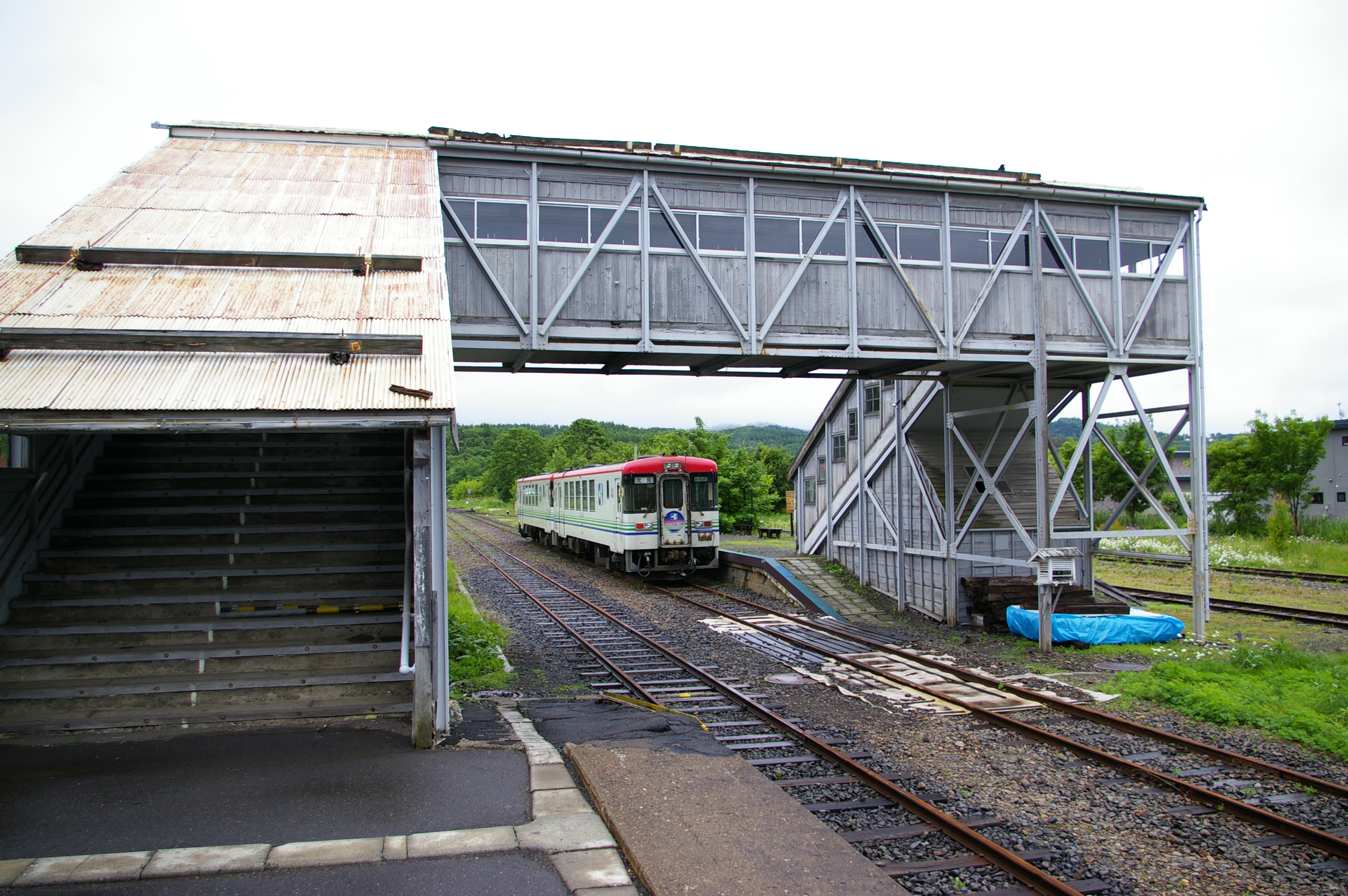
跨線橋と北海道ちほく高原鉄道CR70形気動車
（撮影は開業前）

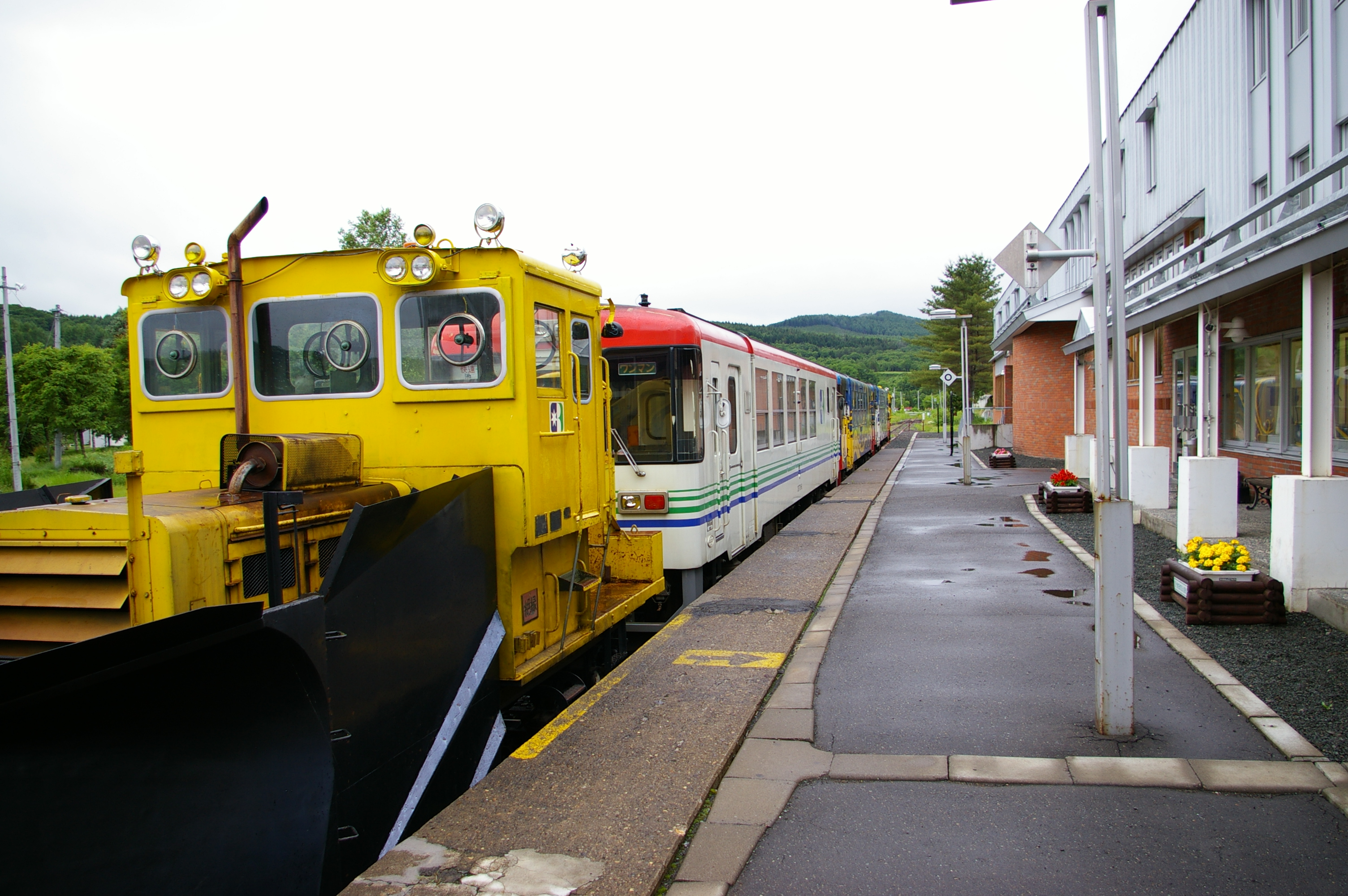
排雪モーターカーと連結車両
（撮影は開業前）

ふるさと銀河線りくべつ鉄道（ふるさとぎんがせんりくべつてつどう）は、北海道足寄郡陸別町にある鉄道保存展示施設である。
2006年（平成18年）に廃線となった北海道ちほく高原鉄道ふるさと銀河線の線路の一部と、動態保存されていた気動車6両を引き継いで2008年（平成20年）に開業した。2021年4月30日に開業した、旧陸別駅 - 旧分線駅間を利用した鉄道運転体験コースは5.7kmで日本国内最長である。
陸別町商工会が事業主体となり「株式会社りくべつ」が営業委託を受け管理運営を行っている。

## 概要
2006年（平成18年）4月21日に廃線となったふるさと銀河線の陸別駅跡地および陸別駅 - 分線駅間の廃線跡を、鉄道車両の動態保存を目的とした整備を行い、2008年（平成20年）4月20日に開業した。正式な営業運転の開始は同月26日から行われた。
夏季の季節運行の形態となっており、初年度は10月26日まで運行され、目標の約1.6倍の収入を上げた。
陸別駅構内では、ふるさと銀河線で実際に営業運転されていた気動車の乗車体験および運転体験、トロッコの乗車体験ができる。また、再整備された転車台の見学もできる。
跨線橋には、国鉄時代の蒸気機関車の写真およびふるさと銀河線時代の写真、「ふるさと銀河線友の会・メモリアルレール」のネームプレートが展示されている。

## 運行内容
乗車体験
銀河鉄道999をラッピングした観光列車にて駅構内を10分程度2往復乗車できる。
トロッコ体験
4人乗りの足こぎ式トロッコにて駅構内の専用線を1周走行できる。
運転体験Sコース
駅構内を15分程度往復運転ができる。対象者は小学校高学年以上または身長130cm以上。
運転体験Lコース
駅構内500mをCR70・75形気動車を使用して約80分程度往復運転ができる。完全予約制。対象者は18歳以上。
運転体験・銀河コース
2012年（平成24年）4月より開始。
北見方面の駅構外の本線上（金澤踏切 - 松浦踏切間、1.6km）をCR70・75形気動車を使用して約80分程度2往復運転できる。完全予約制。対象者はLコースを1回以上体験していること。
運転体験・新銀河コース
2020年（令和2年）4月より開始。
体験運転「銀河コース」を延伸（松浦踏切 - 石井踏切間、1.6km）、既存のコースに加えて合計3.8kmの運転体験ができる。対象者は銀河コースを1回以上体験していること。
運転体験・分線コース
2021年（令和3年）4月より開始。
旧分線駅までの区間（5.7km）を運転するコース。日本一長い区間の運転体験が楽しめる。対象者は新銀河コースを1回以上体験していること。

## 利用情報
- 営業期間：4月下旬 - 10月下旬
- 営業時間：9:00 - 16:30 （受付は16:00まで）
- 営業日：
  - 乗車体験・トロッコ体験・運転体験Sコースについては以下のとおり
毎週土曜日・日曜日
お盆（8月8日 - 14日）
町内イベント時
  - 運転体験Lコース・銀河コース（新銀河含む）については公式サイトの営業日程表にて確認する必要あり
- 定休日：火曜日・水曜日
- 入場料：無料。ただし、乗車体験・運転体験については別途有料となる

## 展示車両
気動車
- 北海道ちほく高原鉄道CR70形気動車
CR70-7・CR70-8
- 北海道ちほく高原鉄道CR75形気動車
CR75-1・CR75-2（999号・通称「黄メーテル」）・CR75-3（999号・通称「白メーテル」）・CR75-101

保線作業車
- ライナー
- バラスト運搬車

排雪モーターカー
- 3両在籍。トロッコ客車牽引用にも使用

## 沿革
- 2008年（平成20年）4月20日：鉄道保存展示施設として陸別駅構内にて開業[1][3]。
- 2012年（平成24年）
  - 5月5日：金沢踏切 - 松浦踏切間を延伸し、銀河コース（1.6km）での運転体験・乗車体験を開始[6]。
  - 7月20日：松浦踏切 - 石井踏切間を延伸[7]。
- 2015年（平成27年）9月22日：旧分線駅までの5.7kmの乗車体験を実施[8]。
- 2018年（平成30年）3月8日：大雨のため、松浦踏切 - 石井踏切間の一部で雪や土が線路へ流れ込む被害が発生。当年度より予定していた「新銀河コース」の営業開始を延期[9]。
- 2019年（平成31年/令和元年）
  - 春：カネラントンネル（カネラン - 百恋間・全長15m）を設置[10]。
  - 4月27日：連続テレビ小説『なつぞら』ラッピング車両が登場。同年9月28日まで運行[11]。
- 2020年（令和2年）
  - 5月：運転体験「新銀河コース」の営業開始。
  - 9月3日：狩勝高原エコトロッコ鉄道のトロッコ電車「狩勝電鉄」が試験走行[12]。
- 2021年（令和3年）
  - 4月：体験コース「分線コース」の営業開始[13]。

## 交通アクセス
- 北見駅から北海道北見バスで約1時間30分
- 池田駅から十勝バスで約1時間50分
- 道東自動車道足寄インターチェンジから40分

## 周辺
当施設の一部である陸別駅構内には道の駅オーロラタウン93りくべつが併設されている。
- 国道242号
- 北海道道502号斗満陸別停車場線
- 北海道道51号津別陸別線
- 陸別町役場

## その他
- 現在冬季営業は実施していないが、例年2月に開催される「しばれフェスティバル」の開催時、列車の協賛運行を行う[14]。
- 将来の駅構外の路線延長に向けて、川上駅までの線路・鉄橋状態の調査[15]、石井踏切までの線路路盤の調査[16]を行っている。
- 2012年9月19日、NHK総合テレビの番組『ひるブラ』で生中継が行われた[17]。